# André LeBlanc
André LeBlanc è un personaggio immaginario nei fumetti pubblicati da DC Comics.

## Storia di pubblicazione
André LeBlanc comparve per la prima volta in Teen Titans n. 18 e fu creato da Marv Wolfman e Len Wein.

## Biografia del personaggio
L'auto-nominatosi "più grande ladro di gioielli al mondo", l'arrogante André LeBlanc comparve su tutte le liste dei più ricercati al mondo. André LeBlanc si scontrò spesso contro il super eroe russo Leonid Kovar (noto anche come Starfire e poi con il nome di Red Star), ed era deliziato dallo sfuggire alla cattura da parte del giovane eroe. L'Interpol richiese ai Teen Titans di allearsi con Kovar così da salvaguardare i Gioielli della Corona di Svezia da LeBlanc. Tanto era sicuro delle proprie abilità, che il vanitoso ladro annunciò il suo crimine prima di commetterlo. Il reciproco antagonismo tra il super eroe russo e la squadra americana sbocciò all'istante, finché Kovar non fu costretto a salvare i Titans dalle trappole mortali di LeBlanc. Kid Flash quindi restituì il favore salvando Kovar dalla morte sulle rotaie della metropolitana, mentre Robin sconfisse LeBlanc in un combattimento corpo a corpo.
Come il suo nome suggerisce ("André LeBlanc" tradotto dal francese all'italiano è "Andrea Il Bianco"), LeBlanc viene subito identificato nel suo costume bianco artico altamente cospicuo.

## In altri media

### Televisione
- In Teen Titans, André LeBlanc (doppiato in originale da Dee Bradley Baker) fu brevemente notato come membro della Confraternita del Male nell'episodio "Ritorno a casa (seconda parte)". Ufficialmente debuttò in "Nuovi Titans in città", dove derubò una banca pensando di avere un'opportunità dato che i Titans erano fuori città. Invece incontro la squadra Teen Titans East (composta da Bumblebee, Speedy, Aqualad e Más y Menos) che sorvegliavano la città in assenza dei Titans. Bumblebee diede un pugno ad André, seguita dallo scocco di una freccia energica di Speedy alla sua dinamite dopo che la lanciò verso di loro nel tentativo di sconfiggerli. Dopo aver capito che erano troppo potenti per fermarli, cercò di scappare dalla banca nel tentativo di ritirarsi, ma fu sconfitto quando Aqualad lo atterrò con una cascata simile a uno tsunami, e finendo quindi in prigione. Guardando la TV in prigione con gli altri criminali, vide i Teen Titans East competere nelle sfide di Control Freaks. LeBlanc, successivamente, evase e si unì alla Confraternita del Male. Lui, Adone, Mammoth e Private H.I.V.E. stavano guardando Robin venire istantaneamente congelato quando Jericho comparve nei panni di Cinderblock portando con sé Pantha, Más, Herald e Beast Boy. I quattro criminali insospettiti furono colti di sorpresa quando il corpo di Cinderblock cadde a pezzi e Private H.I.V.E. fu sconfitto da Jericho. LeBlanc, dopo aver visto Adone, Mammoth e Private H.I.V.E. sconfitti nel giro di pochi istanti cercò di scappare, ma la forma di toro di Beast Boy lo spaventò tanto da farlo svenire. Ritornò poi per la battaglia finale, portando con sé un gancio rampante come arma. Fu congelato con l'arma ancora in mano.
- LeBlanc comparve nell'episodio Quattro storie, quattro supereroi della serie animata Batman: The Brave and the Bold. Lo si vide nel mezzo di una rapina, ma fu fermato da Batman.

## Parodia
- Il personaggio di Bomb Voyage di Brad Bird per il film animato Gli Incredibili - Una "normale" famiglia di supereroi, somiglia molto in stile e tono a LeBlanc.